# (34551) 2000 SJ242
2000 SJ242 (asteroide 34551) é um asteroide da cintura principal. Possui uma excentricidade de 0.12730570 e uma inclinação de 8.91016º.
Este asteroide foi descoberto no dia 24 de setembro de 2000 por LINEAR em Socorro.